# 영오 (뮤지컬 배우)
영오(1991년 1월 26일 ~)는 대한민국의 뮤지컬 배우다. 2016년 뮤지컬 '뮤직드라마 사랑향기'로 데뷔했다.

## 방송
- 우연과 인연 사이 (2019)
- 팬텀싱어 3 (2020) - Top74

## 공연
- 사랑향기 (2016, 2018)
- 베어 더 뮤지컬 (2017)
- 뮤지컬 〈록키호러쇼〉 (2018)
- 록키호러쇼 (2019)
- 뮤지컬 집들이 콘서트 #33. perfect10 (2019)
- 우주대스타 (2021)
- 우주대스타 앵콜 (2021)
- 난쟁이들 (2022)
- 미세스 다웃파이어 (2022)